# Unternehmerorientierung
Unternehmerorientierung (auch Entrepreneur-Orientierung genannt, englisch entrepreneurial orientation) fasst als Konstrukt in der Managementliteratur die Ausprägung von Veränderungs- und Innovationsfähigkeit in einer Organisation zusammen. Unternehmer- oder Entrepreneur-Orientierung beschreibt, in welchem Maße Verhalten, Führungspraxis und (strategische) Entscheidungsfindung in einer Organisation als „unternehmerisch“ charakterisiert werden können.

## Ziele
Unternehmerorientierung oder Entrepreneur-Orientierung dient in einer Organisation als Leitbild für das Handeln von Individuum und Organisation. Unternehmerorientierung in der Organisation zu etablieren, gilt daher als Voraussetzung für die Umsetzung organisationaler Veränderungsintelligenz. Die unternehmerische Ausrichtung des organisationalen Rahmens ist gerade vor dem Hintergrund der digitalen Transformation von Bedeutung, da in einem volatilen und dynamischen (ergo: komplexen) Kontext Entrepreneur-Orientierung stark mit Erfolg korreliert, also diejenigen Unternehmen erfolgreicher sind, die dazu hohe Werte aufweisen.
Entrepreneur-Orientierung als Eigenschaft einer Organisation wird anhand der Ausprägung folgender fünf Merkmale beschrieben:
- Innovationsneigung (engl. “innovativeness”)
- Proaktivität (engl. “proactiveness”)
- Risikofreudigkeit (engl. “risk taking”)
- Wettbewerbsorientierung (engl. “competitive aggressiveness”)
- Autonomie (gemeint ist die Autonomie von Innovationsaktivitäten, z. B. Innovationsteams, engl. “autonomy”)

Für die erfolgreiche Umsetzung von Entrepreneur-Orientierung muss das Management im Sinne von Führung und Kontext einen förderlichen Rahmen bereitstellen. Dieser soll den Mitarbeitern und Führungskräften das Handeln nach dem Leitbild der oben genannten fünf Merkmale ermöglichen, entsprechendes Handeln fördern und motivieren. Ein wesentliches Element dieses förderlichen Rahmens ist die Definition einer langfristigen unternehmerischen Perspektive oder Vision. Dieses Zielbild sollte ergänzt werden durch die Festlegung von Randbedingungen oder Anforderungen, die es im Sinne von „Schwerkraft“ gilt zu akzeptieren und nicht in Frage zu stellen. Die „Schwerkraft“ unterstützt im Sinne von rechten und linken Grenzen oder Leitplanken, individuelles und organisationales Handeln auf das Zielbild der unternehmerischen Perspektive hin zu fokussieren.
Zuletzt gilt das Ausräumen von „typischen“ Hindernissen als ein wesentlicher Erfolgsfaktor für die Umsetzung von Unternehmerorientierung. Hier ist vom Management gefordert, im Kontext von Veränderungs- und Innovationsinitiativen typischerweise oder unternehmensspezifisch auftretende Widerstände und Hürden beiseite zu räumen. „Typisch“ können diese Hindernisse und Barrieren insofern sein, dass häufig Erfahrungswerte aus der Vergangenheit einer Organisation bekannt sind, an welchen Hindernissen oder Widerständen Veränderungs- und Innovationsinitiativen in der Vergangenheit gescheitert sind. Vergleicht man recht innovationsfähige mit eher wenig innovationsfähigen Unternehmen, ist der Anteil der Arbeitszeit von Führungskräften, der sich dieser Frage widmet, ein signifikanter Unterschied: Führungskräfte in sehr innovationsfähigen Unternehmen widmen sich mit deutlich größeren Zeitanteilen dieser Aufgabe. 